# Patía
Río Patía je řeka v jihozápadní Kolumbii. Pramení v Západní Kordilleře na úbočí sopky Sotará a ústí do Tichého oceánu nedaleko města Tumaco v departementu Nariño. Měří 400 kilometrů a je nejdelší řekou na pacifickém pobřeží Kolumbie. Hlavními přítoky jsou Guáitara, Juanambú, Quilcacé a Telembí. Podél řeky se nacházejí suché lesy gir a vlnovců, delta o rozloze pěti tisíc čtverečních kilometrů je pokryta džunglí. Řeka je splavná do vzdálenosti 90 km od ústí. Její název je odvozen od výrazu pro člun v jazyce guambiano, dříve se nazývala Ancomayo a tvořila severní hranici Incké říše.